# Culicoides bisignatus
Culicoides bisignatus är en tvåvingeart som beskrevs av Jean-Jacques Kieffer 1921. Culicoides bisignatus ingår i släktet Culicoides och familjen svidknott. Inga underarter finns listade i Catalogue of Life.